# Krzysztof Preis
Krzysztof Marek Preis (ur. 1959) – polski lekarz, profesor nauk medycznych, ordynator Kliniki Położnictwa Uniwersyteckiego Centrum Klinicznego w Gdańsku nauczyciel akademicki Gdańskiego Uniwersytetu Medycznego. Specjalista w dziedzinie położnictwa i ginekologii, konsultant wojewódzki, autor pionierskich operacji ratujących życie dzieci w łonach matek.

## Życiorys
Absolwent Akademii Medycznej w Gdańsku. Tamże w 1993 doktoryzował się na podstawie dysertacji Ewolucja poglądów na prowadzenie porodów w położeniu podłużnym miednicowym płodu w świetle doświadczeń Kliniki Położnictwa AM w Gdańsku (promotor – Wiesław Mierzejewski). W 2001 habilitował się, przedstawiając dzieło Poród miednicowy jako problem położniczy w aspekcie drogi porodu w wieloczynnikowej analizie jego bliskich i odległych wyników. W 2012 otrzymał tytuł profesora nauk medycznych.
Związany z Kliniką Położnictwa od 1984, na początku lat 90. XX w. przeniósł na grunt macierzystego szpitala doświadczenie zdobyte w czasie stypendium naukowego we Francji, ufundowanego przez francuski rząd. Zapoczątkował rozwój nowoczesnej perinatologii w Gdańsku, m.in. zaczęto przeprowadzać transfuzje krwi u płodów, co spowodowało możliwość urodzenia żywych dzieci z konfliktem serologicznym, przeprowadzał też wspólnie z Małgorzatą Świątkowską pionierskie podówczas zabiegi w łonach matek uratowały kilkaset dzieci z ciąż bliźniaczych. W Gdańsku przeprowadzono pierwszy w Polsce zabieg zamknięcia przepukliny oponowo-rdzeniowej na otwartej macicy. Do Gdańska na zabiegi fetoskopowe (laserowe zamknięcie naczyń krwionośnych u nienarodzonych jeszcze bliźniąt) przyjeżdżają kobiety z całej Polski.
Były konsultant wojewódzki ds. ginekologii, konsultant wojewódzki ds. położnictwa i ginekologii. Autor przeszło 120 publikacji naukowych z zakresu położnictwa i ginekologii.
Odznaczony Srebrnym (2005) oraz Złotym (2013) Krzyżem Zasługi.